# کن ماتسوی
کن ماتسوی (به ژاپنی: 松井謙؛ زادهٔ ۱۵ ژانویهٔ ۲۰۰۱) یک کشتی‌گیر فرنگی‌کار اهل کشور ژاپن است.
از افتخارات وی می‌توان به کسب مدال طلا قهرمانی کشتی جهان ۲۰۲۱ اشاره کرد.

## فعالیت حرفه‌ای

### قهرمانی کشتی جهان ۲۰۲۱
ماتسوی در کشتی فرنگی وزن ۵۵ کیلوگرم قهرمانی کشتی جهان ۲۰۲۱ اسلو شرکت کرد. ابتدا لوند اسنور هرسم از نروژ را با نتیجه ۹ بر ۰ شکست داد. بعد از آن اکرم اوزتورک از ترکیه را با نتیجه ۵–۵ به دلیل امتیاز آخر شکست داد. سپس الدانیز عزیزلی از جمهوری آذربایجان را با نتیجه ۱۰ بر ۱ مغلوب کرد و سپس در فینال این وزن امین صفرشایف از روسیه را با نتیجه ۷ بر ۱ شکست داد و به مدال طلای این وزن دست یافت.